# Sukolilo Barat
Sukolilo Barat is een bestuurslaag in het regentschap Bangkalan van de provincie Oost-Java, Indonesië. Sukolilo Barat telt 6249 inwoners (volkstelling 2010).